# 트리운포 델 아모르
《트리운포 델 아모르》(스페인어: Triunfo del amor)은 2010년 방영된 멕시코의 텔레노벨라이다.